# Desmodasys borealis
Desmodasys borealis is een buikharige uit de familie Turbanellidae. Het dier komt uit het geslacht Desmodasys. Desmodasys borealis werd in 2000 voor het eerst wetenschappelijk beschreven door Clausen. 